# Ulrich Hensel
Pour les articles homonymes, voir Hensel.
Ulrich Hensel (né en 1946 à Düsseldorf) est un photographe allemand.

## Biographie
Après l'abitur, il étudie la psychologie, les arts et le cinéma. Ulrich Hensel fait des séries de photographies. Il fait des voyages au Moyen-Orient et en Afrique du Nord de 1967 à 1975, en Inde de 1981 à 1990 et sur les divinités locales du nord et du sud de l'Inde au cours de ses voyages de 1995 à 1997. Depuis 1991, son attention se concentre sur la photographie de sites.

## Œuvre
Ulrich Hensel ne fait pas partie formellement de l'école de photographie de Düsseldorf, cependant son approche méthodique ressemble à l'enseignement de Bernd et Hilla Becher. Dans sa jeunesse, il partage un appartement avec Andreas Gursky, lequel avoue être un grand admirateur de la photographie de son ami Ulrich Hensel.
Depuis les années 1990, Hensel a un sujet privilégié : les chantiers de construction. Les images semblent souvent abstraites et minimalistes tout en montrant un agencement rigoureux limité par les objets qu'elles montrent, à la manière de Kasimir Malevitch ou Piet Mondrian. Le monde technique des barres d'armature, des linteaux, de l'isolation, des marques de mur, des enveloppements de chantier et des barres d'acier font penser à des œuvres de Mark Rothko, Donald Judd et Cy Twombly.
Contrairement à Andreas Gursky, Ulrich Hensel ne retouche pas ses photographies à l'aide d'outils numériques.

## Source de la traduction
- (de) Cet article est partiellement ou en totalité issu de l’article de Wikipédia en allemand intitulé « Ulrich Hensel » (voir la liste des auteurs).